# Arxiu comarcal
Un arxiu comarcal és la institució on es recull, custòdia i divulga el patrimoni documental produït en el marc comarcal. Estan englobats dins la Xarxa d'Arxius Comarcals (XAC) que pertany a la Generalitat de Catalunya on treballen de forma coordinada per fer complir la Llei 10/2001 i per assegurar el respecte als principis de provinença i territorialitat en el tractament i accés als documents.

## Història
Els primers arxius comarcals es crearen a partir de l'any 1982 amb la voluntat de dotar el territori català d'una xarxa d'arxius d'acord amb la divisió territorial en comarques que s'estava implantant. La seva denominació primigènia era Arxius Històrics Comarcals es restringeix bàsicament a la funció historicocultural i tenien la funció d'aplegar de manera urgent el patrimoni documental existent i que estava en perill de desaparició segons es descrigué a la llei d'arxius 6/1985. L'any 1988 es produeix la regulació de la xarxa d'arxius comarcals. Avui són concebuts com a centres d'investigació i cultura i dediquen part de la seva activitat a la confecció dels instruments de descripció dels fons documentals dipositats.
Cada arxiu tenia funcions i competències dins el seu àmbit territorial i podia aplegar la documentació històrica, la documentació oficial de les corporacions públiques, els donatius, els dipòsits de les persones i les institucions privades que així ho sol·licitessin. Les funcions i l'organització de la xarxa d'arxius comarcals fou concretada al decret 110/1988, de 5 de maig.
Actualment, existeixen arxius comarcals a totes les comarques a excepció del Barcelonès.

## Legislació sobre l'arxiu comarcal
L'actual Llei d'arxius i documents 10/2001, de 13 de juliol, ha dotat als primigenis arxius històrics d'una nova perspectiva. A l'article 29, s'especifica que depenen del Departament de Cultura, que dota a l'arxiu de tècniques organitzatives i totes les infraestructures necessàries per dur a terme la seva funció.
Es van dur a terme canvis molt importants a partir d'aquesta Llei. L'arxiu aplega la documentació històrica de la comarca i la documentació semi-activa. S'amplien les seves competències sobre els municipis de la comarca i finalment s'ha fet la previsió amb exactitud sobre la forma d'organització, coordinació i col·laboració amb els municipis de la comarca i amb els altres arxius comarcals.
La llei especifica que els municipis de fins a deu mil habitants que no tinguin un arxiu propi, integrat al Sistema d'Arxius de Catalunya, no estan exempts de les obligacions que estableix l'article 7 de la llei 10/2001. Si acorden el dipòsit de la documentació a l'arxiu comarcal, aquest assumeix les esmentades obligacions en relació amb la documentació dipositada.
La gestió d'aquest tipus d'arxiu correspon al consell comarcal, el qual pot acordar la gestió conjunta amb l'ajuntament amb la subscripció d'un conveni. L'arxiu pot prendre funcions d'arxiu municipal i l'ajuntament s'ha de fer càrrec de les despeses derivades de la gestió i conservació dels seus fons municipals. Els arxius comarcals es poden adequar a la realitat de les diverses formes d'organització territorial que hi pugui haver en el futur, i en tot cas la Generalitat mantindrà la titularitat de la Xarxa d'Arxius Comarcals.

## Documentació que s'hi conserva
Segons l'article 7.3 de la llei 6/1985, els arxius comarcals aplegaven la documentació històrica de la seva comarca, la documentació oficial de les corporacions públiques territorials i institucionals, i els donatius i dipòsits de persones i institucions privades. D'acord amb la Llei d'arxius i documents 10/2001 (article 30.2 i 30.3) els fons documentals que reben i conserven són els següents:
- La documentació semiactiva i inactiva dels òrgans o entitats de l'administració autonòmica d'àmbit local o comarcal
- La documentació semiactiva i inactiva del consell comarcal
- La documentació semiactiva i inactiva de l'ajuntament on l'arxiu comarcal té la seu, sempre que se n'hagi signat en conveni la gestió conjunta
- La documentació històrica dels ajuntaments dels municipis de fins a 10.000 habitants, previ acord amb la corporació local i sempre que no tinguin un arxiu pertanyent al SAC
- Els protocols notarials de més de cent anys
- La documentació de l'Administració de justícia, dels registres públics i dels serveis de l'Estat

També poden fer acords per tal de custodiar, tractar i difondre els següents fons documentals:
- Documentació semi-activa i inactiva dels Ajuntaments de municipis de fins a 10.000 habitants i d'altres ens i organismes públics
- Documentació de persones físiques o jurídiques d'interès històric o cultural en el respectiu àmbit territorial.
- Altra documentació que es consideri pertinent
- De forma transitòria, i dins un termini de cinc anys, els ajuntaments dels municipis majors de 10.000 habitants poden acordar deixar en dipòsit la seva documentació semi-activa i inactiva

## Pla de Digitalització d'Arxius Comarcals
La Subdirecció General d'Arxius i Gestió Documental va iniciar el Pla de digitalització l'any 2006 amb la missió de donar suport als arxius en les tasques d'organització, preservació i conservació de la documentació. Les polítiques portades a terme són un element clau per tal de facilitar les direccions dels sistemes d'arxius. Aquest pla és la conseqüència de quatre anys d'execució, amb una important inversió per part del Departament de Cultura i Mitjans de Comunicació i un desenvolupament sostingut amb un total de 5.000.000 de documents digitalitzats. L'anàlisi i la valoració d'aquesta directriu és molt favorable, ja que incideix sobretot en els aspectes qualitatius i no en els quantitatius que són més rellevants.